# Callicebus caligatus
Callicebus caligatus là một loài động vật có vú trong họ Pitheciidae, bộ Linh trưởng. Loài này được Wagner mô tả năm 1842.